# Canyon City
Canyon City è una città degli Stati Uniti d'America situata nell'Oregon, nella Contea di Grant, della quale è anche il capoluogo.
Qui nacque il medico Edgar Allen.